# 尼古拉·贝尔蒂
尼古拉·贝尔蒂（義大利語：Nicola Berti，1967年4月14日—），意大利男子足球运动员，场上位置是中场。他曾代表意大利参加1990年和1994年国际足联世界杯，其中1990年世界杯获得季军，1994年世界杯获得亚军。